# Vetseke di Kokenhusen
Vetseke di Kokenhusen (in latino Rex Vesceka de Kukenois; in lettone Vetseke; in russo Вячко?; XII secolo – Tartu, 1224) è stato un sovrano attivo nel Principato di Koknese, nell'attuale Lettonia centrale.
Vassallo del Principato di Polack, tentò senza successo di affermarsi come sovrano locale prima in Lettonia e poi in Estonia, combattendo in seguito contro l'espansionismo dell'ordine di Livonia a cavallo del XIII secolo.

## Biografia

### Nome
Il suo nome è la versione in antico dialetto di Novgorod di "Vjačeslav".
Secondo fonti russe, suo padre sarebbe stato un principe rjurikide di Druc'k. Una diversa interpretazione, basata sul resoconto fornito dalle Cronache di Enrico di Livonia, ha fatto dedurre che provenisse da un'élite locale, forse livone, convertendosi poi al cristianesimo ortodosso e divenendo un vassallo di Polack, dopodiché cambiò il suo nome nello slavo orientale Vjačko.
Le Cronache riferiscono che la popolazione di Koknese includevano balti (nello specifico letgalli e selonici) e persino una colonia tedesca, oltre all'elemento slavo orientale.

### Primi rapporti con i crociati
All'inizio del XIII secolo, quando durante le crociate del Nord i tedeschi guidati dal vescovo Alberto di Buxhoeveden e dai cavalieri portaspada iniziarono a stabilirsi sulle rive del golfo di Riga, Vetseke governava la fortezza di Koknese a circa 100 km a monte del fiume Daugava.
Sebbene si creda che il suo principato fosse subordinato a Polack, egli non intervenne quando si fece necessario il bisogno di assistenza contro i crociati e i lituani. Secondo le Cronache di Enrico di Livonia, fu infatti in cambio della protezione contro i lituani che Vetseke offrì metà della sua terra e del forte ad Alberto nel 1205 (offerens sibi terre et castri sui medietatem). L'uomo di chiesa accettò l'offerta e promise di inviare armi e uomini a Vetseke.
Nel 1208, Koknese finì catturata dai livoni di Lielvārde (oggi nel distretto di Ogre) in rappresaglia alle incursioni di Vetseke. Quest'ultimo dovette fare a meno di tutte le sue ricchezze quando venirono catturate e il re stesso fu messo in catene. Tuttavia, Daniele, il cavaliere di Lielvārde (Danielus de Lenewarde), dopo aver appreso la notizia della cattura di Vetseke, ne informò immediatamente il vescovo Alberto, il quale poi "ordinò che il forte fosse restituito al re e che tutti i suoi beni gli fossero restituiti". In seguito, convocò Vetseke a Riga, dove lo onorò donandogli molti cavalli e abiti preziosi. Il vescovo quindi rimandò Vetseke insieme a "venti uomini forti con armi, cavalieri con le loro cavalcature, balistarii e muratori per rafforzare il forte e tenerlo contro i lituani", proprio come aveva promesso tre anni prima.
Dopo aver rimandato Vetseke a Koknese, il vescovo Alberto si preparò a partire per un consueto viaggio annuale in Germania per reclutare nuovi crociati e rimpiazzare quelli il cui pellegrinaggio era stato completato. Sapendo che solo pochi difensori erano rimasti a Riga, Vetseke fece uccidere le truppe di supporto e gli artigiani inviati da Alberto e poi "inviò i migliori cavalli tedeschi, baliste, cotte di maglia e cose simili" al Gran Principe Vladimir di Polack, "con una richiesta urgente di radunare un esercito e venire il più presto possibile a prendere Riga, nella quale disse che pochi uomini erano rimasti, i migliori essendo stati uccisi da lui e gli altri essendo andati via con il vescovo". Vladimir, che il cronista descrive come un "re eccessivamente credulone", si convinse della possibilità di battere il nuovo nemico e radunò un esercito in previsione della spedizione.
Nel frattempo l'esercito crociato in partenza era stato trattenuto a Dünamünde da un vento contrario. Dopo aver ricevuto la notizia del tradimento di Vetseke e del massacro di Koknese dai pochi sopravvissuti che avevano raggiunto Riga, la flottiglia tornò indietro e giunse in città. Avendo appreso che un grande esercito di crociati e nativi di Livonia si era radunato a Riga, i russi si spaventarono, "divisero tra loro le armi e i cavalli dei tedeschi, diedero fuoco al forte di Koknese e fuggirono, ognuno per conto suo". Vetseke, tuttavia, poiché aveva agito male, partì per la Russia, per non tornare mai più nel suo regno.
I crociati, privati dell'opportunità di raccogliere bottino a Koknese, si vendicarono della popolazione lettone locale uccidendo molti letgalli e selonici che erano fuggiti nei boschi. Nel 1209 Koknese passò nelle mani dell'ordine e la sovranità formale di Polack nel 1215.

### Vetseke e la difesa di Tartu
Nel 1223 scoppiò una rivolta in chiave anticristiana in tutta l'Estonia. Tedeschi e danesi furono passati a fil di spada e alcuni sacerdoti sacrificati ritualmente agli dei pagani. Dopo che le guarnigioni tedesche furono uccise, gli estoni occuparono tutte le fortezze. Per assicurarsi il loro successo militare iniziale, truppe mercenarie russe furono invitate da Novgorod e Pskov e stazionate in diverse fortezze chiave come Viljandi e Tartu.
Vetseke, che aveva perso i suoi precedenti domini a causa dei crociati e dell'esercito livone, ricevette denaro e duecento uomini dalla Repubblica di Novgorod in modo che potesse stabilirsi a Tarbatu (l'odierna Tartu) o in qualsiasi altro luogo "che potesse conquistare da solo". Nella storiografia russa, questo pagamento per l'aiuto militare era stato tradizionalmente presentato come gli estoni che si sottomettevano a Vetseke e gli pagavano dei tributi. La storiografia sovietica, invece, interpretava la cooperazione russo-estone nella difesa di Tartu come un segno di amicizia tra le due nazioni fraterne contro un nemico comune: i colonizzatori tedeschi.
Nel 1224, Tartu rimase l'ultimo centro di resistenza anticristiana nel sud-estonia. Oltre agli abitanti di Ugandi, vi si erano radunati molti combattenti per la libertà di Sakala (nord-ovest della Livonia) e di altre province limitrofe ("vicinas omnes provincias"). Dopo Pasqua, i crociati assediarono Tartu, risultando però costretti a partire dopo soli cinque giorni di combattimenti. I vescovi mandarono una delegazione a Vetseke e gli chiesero di abbandonare i ribelli pagani nella fortezza e partire, ma lui scelse di restare perché "i novgorodiani e i principi russi gli avevano promesso la fortezza e i dintorni terre" se potesse conquistarle da solo.
Il 15 agosto 1224, l'esercito crociato, rinforzato con un gran numero di truppe cristiane lettoni e livoniane, tornò con tutte le sue forze a Tarbatu. Il secondo assedio di Tartu nel 1224 durò molti giorni e molte notti. A Vetseke e ai suoi 200 russi cristiani fu nuovamente offerto il passaggio gratuito attraverso il campo crociato, sebbene Vetseke, aspettandosi un esercito di soccorso da Novgorod, rifiutò. Quando finalmente la fortezza cadde, tutti i difensori di Tarbatu, comprese le donne, furono uccisi nell'assalto finale. Secondo le Cronache di Enrico di Livonia Vetseke insieme ai russi tentò di opporre resistenza in una delle fortificazioni, venendo però tutti trascinati all'esterno e uccisi. Di tutti i difensori di Tarbatu, solo un russo di Suzdal' rimase in vita. Gli furono consegnate subito dopo vesti e un buon cavallo prima che potesse far ritorno su loro autorizzazione a Novgorod. Le truppe di soccorso di Novgorod erano già giunte a Pskov quando ricevettero la notizia da Tartu, dopodiché decisero di annullare la spedizione e fare pace con i tedeschi.